# 張世則 (明朝)
張世則（1542年—？），原姓鄭，字惟範，號准齋，山東青州府諸城縣人，民籍，明朝政治人物、進士出身。

## 生平
隆庆元年（1567年）山東鄉試第五十四名舉人，萬曆二年（1574年）登甲戌科會試第二百四十六名，進士第三甲第九十六名。授宝坻、密云知县，万历八年（1580年）考選为吏科给事中。劾陕西撫臣某貪劣，外除河南佥事，又劾吏部尚书王國光，謫縣丞。累迁至南京礼部主客司郎中，擢四川按察司佥事安绵兵备，歷陕西太僕寺少卿、陕西苑马寺卿、江西分守湖東道參政，二十四年被弹劾免官閑住。作《治平要覧》欲上，未竟卒

## 家族
曾祖父張亨；祖父張弘；父張敏。母陳氏。永感下。兄世禄、世爵、世禎、世祥。